# Creu (Matamala)
Creu era un poble, actualment despoblat, del terme comunal de Matamala, a la comarca del Capcir, de la Catalunya del Nord.
Estava situat al nord del terme de Matamala, al peu de l'antic camí que baixa del Coll de Creu, situat a llevant d'aquest antic poble, en una lleugera elevació a la dreta de l'Aude, una mica allunyat d'aquest riu. De l'antic nucli, només en queden ruïnes de la Torre i antic Castell de Creu i restes de parets de la masia principal.

## Història
El lloc apareix documentat per primer cop el 965 com a Villa Cruce, i sembla que hauria sorgit per la iniciativa de l'abadia de Sant Jacme de Jocon (Rasès), que hauria maldat perquè es fessin esglésies al Capcir a fi que es constituïssin petits nuclis habitats al seu voltant i es poblés la zona. Durant el govern del comte Sunifred II de Cerdanya i Conflent (927-968), el lloc de Creu esdevingué de sant Miquel de Cuixà per donatiu; a la mateixa època, l'església de Creu depenia de santa Maria de Formiguera, l'arxiprest de la qual regia espiritualment tota la vall alta del riu Aude. El terme de Creu és esmentat novament en la donació que el comte Guifré II (mort el 1050) feu al seu segon fill, Berenguer de Cerdanya, de la muntanya del Capcir (la serra de Madres) i de les viles de Creu i Ral amb els seus prats, pastures i garrigues. Segle i mig més tard, pel 1204, Pere de Domanova, senyor de Rodès, tenia el lloc per compte de Guillem V de Castellnou. Posteriorment, el 1286, el poble i quasi tot el Capcir (amb l'excepció de Puigbalador, que el 1265 el rei havia confiat al castlà Bernat Squillat, i Formiguera, vila reial) eren en mans de Guillem de So, de la família que esdevindria dels vescomtes d'Èvol. A causa del suport que els senyors de So prestaren a Jaume III de Mallorca en el plet amb Pere el Cerimoniós, aquest els confiscà les propietats. El 1381, però, els deutes feren que l'infant Joan I hagués de vendre's tots els drets sobre el castell de Creu al cavaller Berenguer d'Oms i de Mura. Després de passar per les mans de les famílies Paulet, primer, i Grimau, després, acabà en mans dels senyors de Llupià, que retingueren Creu fins a la Revolució francesa.
Al llarg del segle xix el poble anà despoblant-se. En l'actualitat només hi resten algunes parts de la torre i d'altres construccions. Per proximitat, el llogaret també donà nom al no gaire llunyà Coll de Creu (1.708 m.), per on passava el camí entre el Capcir i el Conflent.

### La Torre de Creu
La torre, o Castell de Creu, és esmentat ja al 965, quan era propietat dels comtes de Cerdanya. Posteriorment esdevingué possessió reial i en tingueren cura castlans. Sembla que el 1632 era propietat de l'abadia cistercenca de Santa Maria de Clariana (Mosset).
Part de l'antiga construcció havia caigut durant el segle xx, però no fou fins a començaments del XXI que l'edifici s'afonà completament. Només en restava part d'un mur.

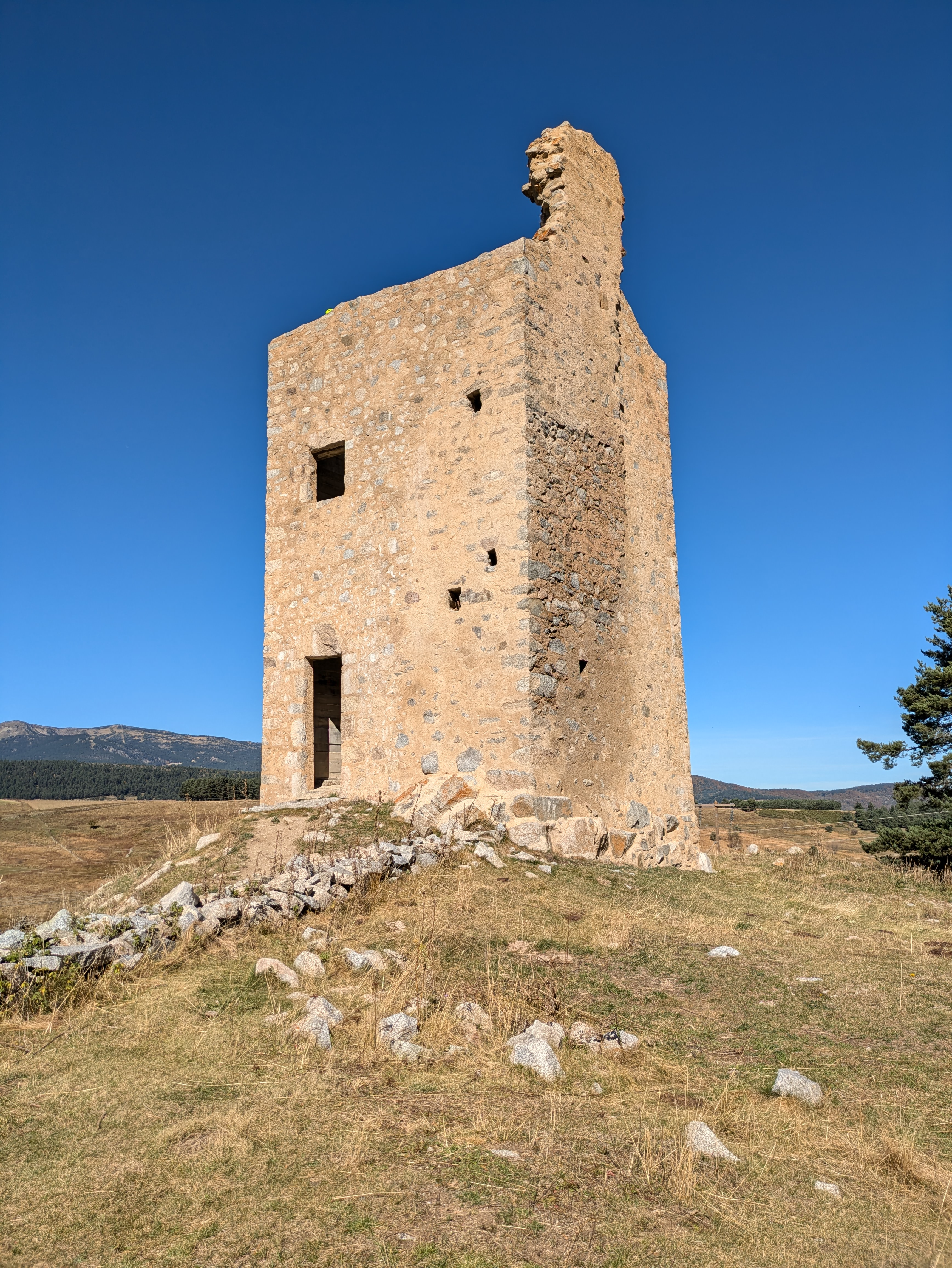
La torre va ser reconstruïda el 2014.